# Boris Sztejn
Boris Jefimowicz Sztejn (ros. Борис Ефимович Штейн, ur. 1892 w Aleksandrowsku (obecnie Zaporoże) w guberni jekaterynosławskiej, zm. 1961 w Moskwie) – radziecki dyplomata, historyk.

## Życiorys
Działał w Socjalistycznej Partii Robotniczej, od 1917 był członkiem jej KC, 1919-1920 członek partii mienszewików, aresztowany i zwolniony. Od 1920 kierownik Wydziału Handlowo-Politycznego Ludowego Komisariatu Spraw Zagranicznych RFSRR, później zastępca szefa Wydziału Prawa Ekonomicznego tego komisariatu, kierownik Wydziału Polski i Pribałtyki tego komisariatu, kierownik Wydziału Środkowoeuropejskiego i Wydziału Zagadnień Międzynarodowych, od 1926 członek WKP(b). W 1927 generalny sekretarz delegacji ZSRR na Międzynarodową Konferencję Ekonomiczną w Genewie, 1927-1932 generalny sekretarz delegacji ZSRR w komisji przygotowawczej na Powszechną Konferencję Rozbrojeniową, od 6 stycznia 1933 do 25 listopada 1934 ambasador ZSRR w Finlandii, od 25 listopada 1934 do 7 października 1939 ambasador ZSRR we Włoszech. Od 1939 profesor, od października 1939 wykładowca w Wyższej Szkole Dyplomatycznej przy Ludowym Komisariacie Spraw Zagranicznych ZSRR, 1941-1943 profesor katedry Historii Powszechnej Uniwersytetu w Taszkencie, 1944 został doktorem nauk historycznych, 1945-1952 radca Ludowego Komisariatu/Ministerstwa Spraw Zagranicznych ZSRR, do 18 września 1952 wykładowca w Wyższej Szkole Partyjnej przy KC WKP(b).
18 września 1952 aresztowany, 1953 zwolniony, 1953-1959 wykładowca w Wyższej Szkole Dyplomatycznej MSZ ZSRR.